# Борсалино и компания
„Борсалино и компания“ (на френски: Borsalino and Co) е френско-италиански гангстерски филм режисиран от Жак Дере с участието на Ален Делон, Рикардо Кучола и Даниел Ивернел. Това е продължението на филма „Борсалино“ (1970), който започва с престъпника Сифреди, докато търси в Марсилия  бандата, която е убила приятеля му Капела.

## Сюжет
Внимание:  Текстът по-долу разкрива сюжета на произведението (или части от него)!
1930 година. Неизвестни убийци убиват един от кралете на гангстера в Марсилия - Франсоа Капела. Неговият приятел и бизнес партньор Рок Сифреди открива, че убийството е дело на сицилианците на известния Волпоне, който разчитайки на подкрепата на парижките политици и корумпираните полицаи в Марсилия, започва война срещу Корсиканската капела и Сифреди за контрола над Марсилия. В отговор Сифреди убива братът на Волпоне, но след това попада в ръцете на врага си, който го прави алкохолик и го настанява в психиатрична болница. След като избягва от болницата с помощта на приятели, Сифреди събира нов екип и се завръща в Марсилия няколко години по-късно, започва нова война с Волпоне.

## В ролите
| Изпълнител        | Роля                                |
| ----------------- | ----------------------------------- |
| Ален Делон        | Рок Сифреди                         |
| Рикардо Кучола    | Джовани Волпоне / Франческо Волпоне |
| Райнхард Колдехоф | Сам                                 |
| Лионел Витран     | Фернан                              |
| Катрин Рувел      | Лола                                |
| Даниел Ивернел    | комисар Фанти                       |
| Андре Фалкон      | комисар Казенав                     |
| Адолфо Ластрети   | Лучано                              |
| Мирей Дарк        | проститутка                         |
| Пиер Кулак        | Спада                               |

## Български дублаж
| Озвучаващи артисти  | Виктория Буреш Васил Бинев Силви Стоицов Петър Чернев |
| Преводач            | Анелия Димитрова                                      |
| Тонрежисьор         | Тони Тодоров                                          |
| Режисьор на дублажа | Димитър Кръстев                                       |